# Konstantin Dmitrijevič Ušinskij
Konstantin Dmitrijevič Ušinskij, rusky Константин Дмитриевич Ушинский, (2. března 1824 Tula – 3. ledna 1871 Oděsa) byl ruský učitel a pedagogický teoretik ukrajinského původu. Je považován za zakladatele ruské pedagogiky a ruské národní školy.

## Život
Konstantin Dmitrijevič Ušinskij vystudoval práva v Moskvě. Pedagogickými otázkami se začal zabývat jako profesor Děmidovského lycea v Jaroslavli. Během působení na tomto ústavu též napsal svou první významnou knihu, kterou pojmenoval O kamerálním vzdělání. Pro politickou nespolehlivost byl Ušinskij propuštěn a pět let pracoval jako úředník v petrohradském departmentu.
Jako učitel byl znovu zaměstnán v roce 1854 v Gatčině, kde se stal na nějaký čas i ředitelem. V roce 1859 se stal inspektorem v petrohradském Smolném ústavu pro výchovu dívek a redaktorem pedagogického časopisu. Od tohoto roku také rozvíjí svou literární činnost. Pro své názory a výchovné metody se dostal do sporu s ředitelem ústavu i jinými vysoce postavenými činiteli a byl  na čas i nucen opustit Rusko. Během svých zahraničních cest se hlouběji seznámil s myšlenkami západoevropských pedagogů, které jej v mnohém inspirovaly.

## Myšlenky a dílo
Ve svých pedagogických článcích (př. odborný článek Rodné slovo) a knihách kladl Ušinskij před výuku cizích jazyků na první místo výuku jazyka mateřského a zastával též názor, že by výchova měla mít národní ráz. Cílem výchovy byl pro něj člověk, který žije pro zájmy společnosti, je mravný a miluje svou práci. Byl zastáncem názoru, že vztah učitele k dítěti by měl být humánním. Ve své dvoudílné pedagogicko-psychologické knize Člověk jako předmět výchovy se Ušinskij snažil zjistit zákonitosti rozvoje lidské osobnosti a z nich odvozovat cíle a metody výchovy. Jako jeden z prvních pedagogů v Rusku se zabýval předškolní výchovou. Za svůj život napsal mnoho učebnic, které byly používány ještě řadu let po jeho smrti, např. Dětský svět, čítanka pro nejmenší děti.